# Чеймберс (округ, Алабама)
Че́ймберс (англ. Chambers County) — округ в США, штате Алабама. Официально образован в 1832 году. По состоянию на 2000 год, численность населения составляла 36 583 человек. Административный центр округа — Лафейетт.

## География
По данным Бюро переписи США, общая площадь округа — 1562 км², из которых 1546,7 км² — суша, а 15,4 км² или 0,98% — это водоемы.

### Соседние округа
|           |          | Рандолф               |
| Таллапуса | север    | Труп (шт. Джорджия)   |
| Таллапуса | Чеймберс | Труп (шт. Джорджия)   |
| Таллапуса | юг       | Труп (шт. Джорджия)   |
|           | Ли       | Харрис (шт. Джорджия) |

## Демография
По данным переписи населения 2000 года в округе проживало 36 583 жителей, в составе 14 522 хозяйств и 10 194 семей. Плотность населения была 24 чел. на 1 квадратный километр. Насчитывалось 16 256 жилых домов. Расовый состав населения был 60,88% белых, 38,11% чёрных или афроамериканцев, и 0,57% представители двух или более рас. 0,77% населения являлись испаноязычными или латиноамериканцами.
Из 14 522 хозяйств 29,3% воспитывают детей возрастом до 18 лет, 48,5% супружеских пар живущих вместе, 17,4% женщин-одиночек, 29,8% не имели семей. 27% от общего количества живут самостоятельно, 12,4% — лица старше 65 лет, живущие в одиночку. В среднем на каждое хозяйство приходилось 2,48 человека, среднестатистический размер семьи составлял 3,01 человека.
Показатели по возрастным категориям в округе были следующие: 24,6% жители до 18 лет, 8,6% от 18 до 24 лет, 27% от 25 до 44 лет, 23,5% от 45 до 64 лет, и 16,2% старше 65 лет. Средний возраст составлял 38 лет. На каждых 100 женщин приходилось 89,6 мужчины. На каждых 100 женщин в возрасте 18 лет и старше приходилось 85,3 мужчины.